# Авгій
А́вгій (грец. Αυγείας) — елідський володар, син Геліоса (варіанти: Посейдона, Епея, Форбанта) й Гірміни.
Мав багато худоби, стійла якої не вичищалися 30 років. Геракл спрямував води річки Алфей (Пеней, Меній) на авгієві стайні й вичистив їх за один день (сьомий подвиг Геракла). У винагороду Авгій обіцяв йому десяту частину своєї худоби — саме тому роботу Геракла в Авгія не всі вважали подвигом, адже за звитягу не вимагають платні.
Авгій, втім, слова не дотримав і між героями спалахнула війна, що закінчилася смертю Авгія, спадкоємцем якого за згодою Геракла став його син Філей. За іншою версією міфа Авгій лишився живий і повернув собі царство; після смерті його шанували як героя. З іменем Авгія первісно пов'язувалося поняття про сонячне божество; бруд у стайнях — це туман і хмари, що їх розганяє сонячний день.
У сучасній мові зберігся крилатий вислів «авгієві стайні», тобто вкрай занедбана справа, що потребує великих зусиль.

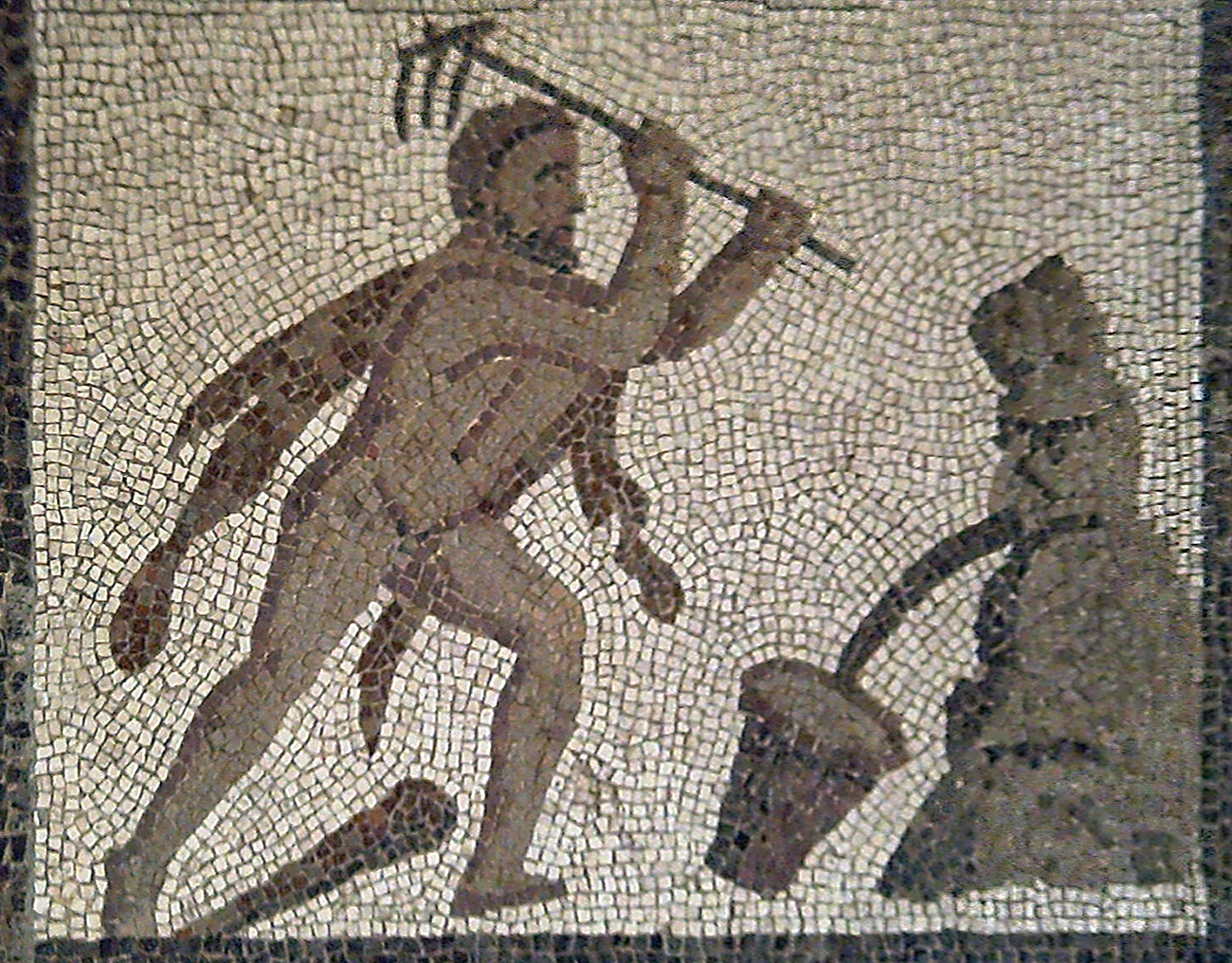
Римська мозаїка з Лірії (Іспанія), що оспівує подвиг Геракла
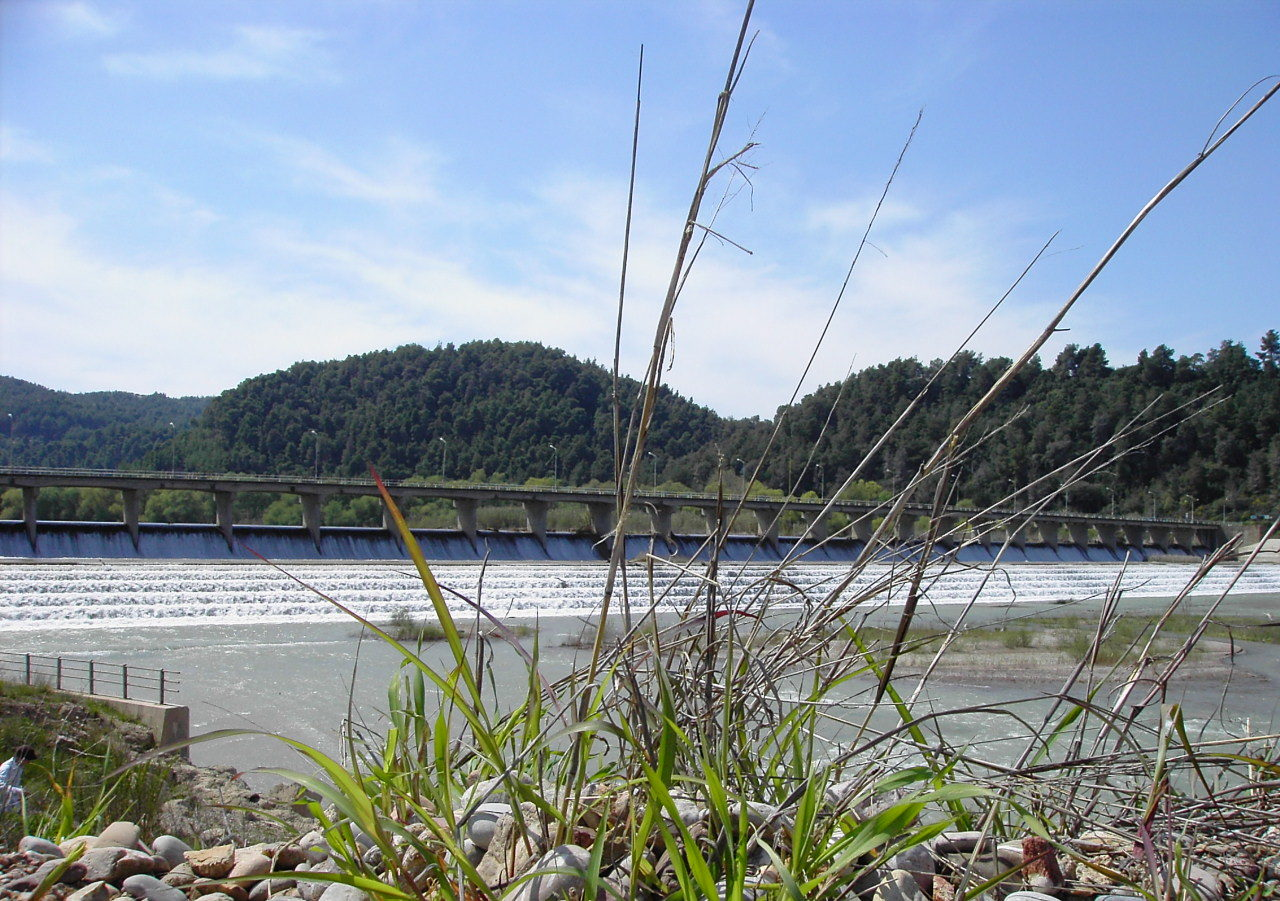
Сучасна гребля на річці Алфей